# Unione Sportiva Tiferno 1939-1940
Questa voce raccoglie le informazioni riguardanti l'Unione Sportiva Tiferno nelle competizioni ufficiali della stagione 1939-1940.

## Rosa
| N. |                   | Ruolo | Calciatore          |
| -- | ----------------- | ----- | ------------------- |
|    | Italia (bandiera) | C     | Guido Alunni        |
|    | Italia (bandiera) | D     | R. Bioli            |
|    | Italia (bandiera) | A     | Francesco Calagreti |
|    | Italia (bandiera) | C     | N. Calagreti        |
|    | Italia (bandiera) | C     | Edmondo Cattabrini  |
|    | Italia (bandiera) | A     | Mario Cortese       |
|    | Italia (bandiera) | C     | Vasco Donadoni      |
|    | Italia (bandiera) | D     | Fernando Francoia   |
|    | Italia (bandiera) | C     | Romolo Fusario      |
|    | Italia (bandiera) | C     | F. Gabrielli        |
|    | Italia (bandiera) | D     | Domenico Giacobbe   |
|    | Italia (bandiera) | C     | A. Guerri           |
|    | Italia (bandiera) | P     | Ezio Mari           |

| N. |                   | Ruolo | Calciatore          |
| -- | ----------------- | ----- | ------------------- |
|    | Italia (bandiera) | D     | Dario Massa         |
|    | Italia (bandiera) | D     | Ugo Mercati         |
|    | Italia (bandiera) | C     | Aldo Moretti        |
|    | Italia (bandiera) | D     | G. Niccolini        |
|    | Italia (bandiera) | C     | L. Pacchioni        |
|    | Italia (bandiera) | D     | Carlo Presenti      |
|    | Italia (bandiera) | P     | Otello Ricci        |
|    | Italia (bandiera) | A     | Rosello Roselli     |
|    | Italia (bandiera) | C     | Angelo Rossi        |
|    | Italia (bandiera) | P     | L Sgaravizzi        |
|    | Italia (bandiera) | D     | Gioacchino Tagliani |
|    | Italia (bandiera) | A     | Luigi Turchi        |